# Acordo de Madrid
O Acordo de Madrid, também chamado Acordo Tripartite de Madrid, oficialmente Declaração de Princípios entre Espanha, Marrocos e Mauritânia sobre o Saara Ocidental, foi assinado em 14 de novembro de 1975, em Madrid, entre os representantes da Espanha, Marrocos e Mauritânia. Trata-se de uma declaração política, com vários documentos anexos secretos, referentes ao antigo Saara Espanhol. A declaração política estipulava que a Espanha transferiria a administração do território (mas não a soberania) para uma administração tripartite temporária, composta por Espanha, Marrocos e Mauritânia. O acordo não tem, ainda hoje, reconhecimento jurídico internacional.
Na prática, o Acordo de Madrid contrariava a lei de descolonização do Saara, ratificada pelo parlamento espanhol (Cortes Generales) em 18 de novembro, pois, nos termos do documento, o  Saara Ocidental não seria descolonizado mas continuaria a ser um território não autônomo, agora ocupado por Marrocos e Mauritânia. A validade jurídica do acordo foi analisada pelo Secretário-Geral dos Assuntos Jurídicos e Assessoria Jurídica das Nações Unidas, Hans Corell, em parecer datado de 29 de janeiro de 2002, segundo o qual, esse acordo não transferia a soberania sobre o território nem conferia a nenhum dos signatários a condição de potência administradora - "condição que a Espanha não poderia ter transferido unilateralmente". No tocante à legalidade dos contratos de exploração de petróleo no Saara Ocidental, firmados pelo Marrocos, o parecer afirma que a realização de atividades de exploração e explotação sem atender aos interesses e desejos do povo do saaraui infringia  princípios jurídicos internacionais.
Mesmo após a assinatura desse acordo tripartite, a ONU jamais considerou o Marrocos (nem a Mauritânia, que ocupava parte do Saara Ocidental até 1979) como potência administradora do Saara Ocidental, que permanece na lista das Nações Unidas dos territórios pendentes de descolonização.
O acordo político continha apêndices secretos, dos quais apenas uma parte vazou. Os anexos  econômicos, por exemplo,  estipulavam a transferência para o Marrocos de 65% da empresa Fosfatos de Bucraa, S.A. (Fos Bucraa), que explorava as ricas jazidas de fosfato do Saara Ocidental; em troca, a Espanha teria direitos de pesca para 800 navios durante 20 anos, condição que não foi respeitada pelo Marrocos.
Do ponto de vista político, o Acordo de Madrid foi um passo importante da dinastia alauíta na concretização do seu projeto do Grande Marrocos. Apesar dos desmentidos dos Estados Unidos,  a posterior revelação de informações  anteriormente sigilosas mostrou  que o sucesso do rei Hassan em fazer a Espanha desocupar o Saara Ocidental em 1975,  deve ser creditado à intervenção dos Estados Unidos.
A Frente Polisário, movimento revolucionário pela autonomia do Saara Ocidental, criado em 1973 para combater a ocupação espanhola, agora luta  contra a ocupação marroquina, pela autodeterminação do povo saaraui a República Árabe Saarauí Democrática (RASD).[carece de fontes?]
Atualmente, o órgão encarregado de mediar a disputa é a Missão das Nações Unidas para o referendo no Saara Ocidental.